# Mina drömmars stad
Mina drömmars stad è un film del 1976 diretto da Ingvar Skogsberg.